# Henicomyia bicolor
Henicomyia bicolor är en tvåvingeart som beskrevs av Lyneborg 1972. Henicomyia bicolor ingår i släktet Henicomyia och familjen stilettflugor. Inga underarter finns listade i Catalogue of Life.